# Port Laoise
Port Laoise (sprich: [pɔrtˈliːʃə], früher Maryborough, englisch auch Portlaoise, ältere irische Schreibweise Port Laoighise, dt. „Das Fort von Laois“) ist der im südöstlichen Binnenland Irlands gelegene Verwaltungssitz des County Laois in der Republik Irland. Port Laoise zählte im Jahr 2022 23.494 Einwohner und war damit vor Athlone der Ort mit den meisten Einwohnern in den irischen Midlands.

## Geschichte
Die Stadt wurde von Queen Mary 1556 als „The Fort of Maryborough“ gegründet und anlässlich der irischen Unabhängigkeit 1922 in Port Laoise umbenannt.

## Die Stadt
Die Stadt stellt das wirtschaftliche Zentrum der irischen Midlands dar. In ihr befinden sich sowohl das Hochsicherheitsgefängnis Portlaoise Jail, in dem die Mehrheit der paramilitärischen Häftlinge inhaftiert sind, als auch das Midlands Prison. Beide Einrichtungen zählen zu den größten Arbeitgebern in der näheren Umgebung.

## Verkehrssituation

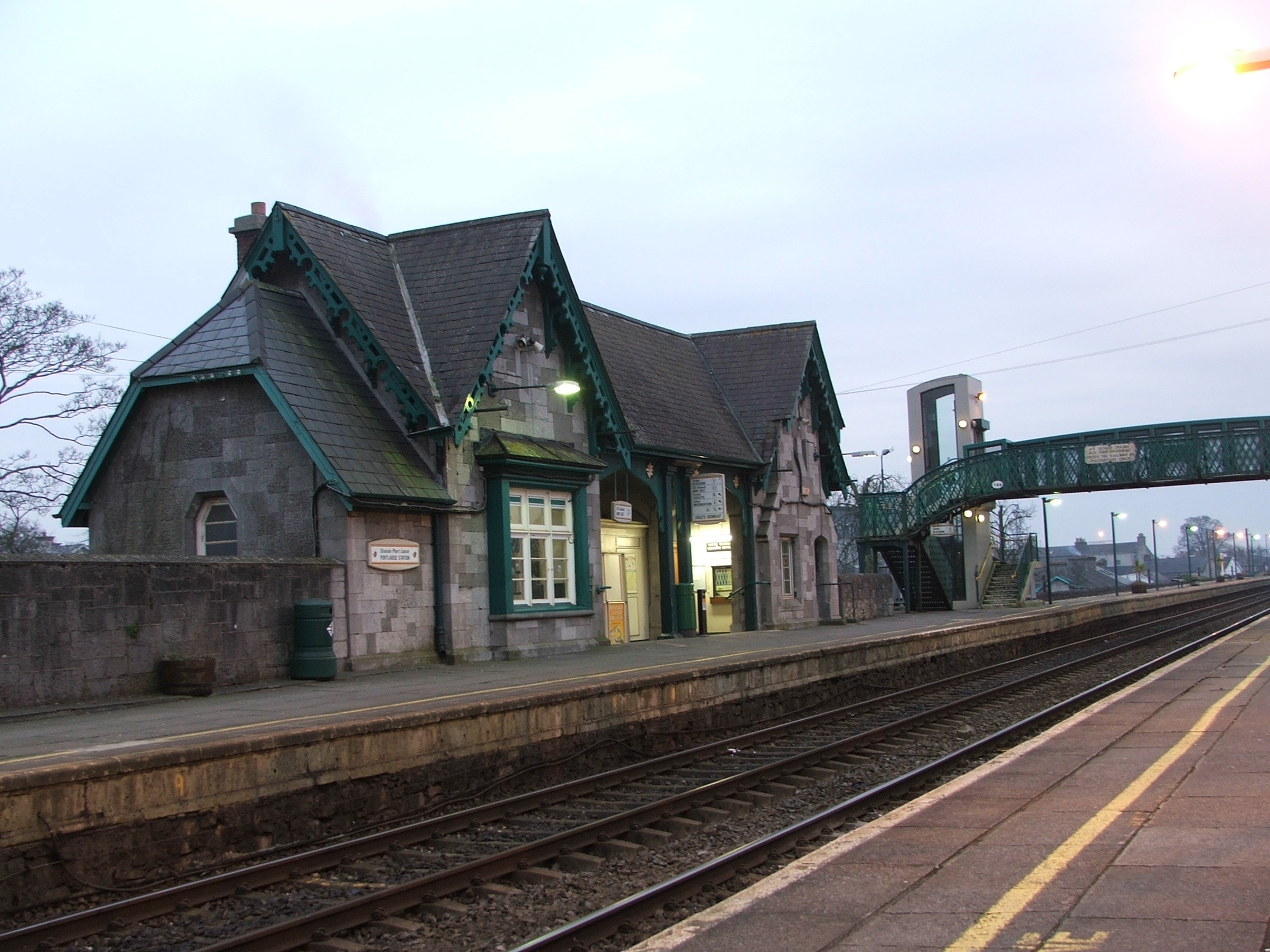
Bahnhof von Portlaoise

Port Laoise liegt an einem Hauptverkehrsknotenpunkt des irischen Verkehrsnetzes. Die kürzliche Erbauung der Autobahn M7, welche an der Stadt vorbeiführt, hat das Verkehrsaufkommen in der Stadt selbst verringert. Die Stadt verfügt über einen Bahnhof, von dem aus Züge nach Dublin und Cork verkehren.

## Umgebung
Ganz in der Nähe der Stadt liegt der Rock of Dunamase, eine alte keltische Festung. Des Weiteren befinden sich Emo Court, ein im 18. Jahrhundert von James Gandon gebautes Ferienhaus, das Ballyfin House, heute eine Privatschule, und Mountmellick in der Umgebung von Portlaoise. 

## Politik
Rotimi Adebari wurde am 27. Juni 2007 zum Bürgermeister von Port Laoise gewählt. Er stammt aus Nigeria, von dort musste er aus religiösen Gründen fliehen. Er fand im Jahre 2000 Asyl in Irland. 2004 wurde er als Unabhängiger in den Stadtrat gewählt.

## Söhne und Töchter der Stadt
- Edmund Burke (1753–1820), römisch-katholischer Apostolischer Vikar von Nova Scotia
- William Slattery OFM (* 1943), Erzbischof von Pretoria
- Seán Fleming (* 1958), Politiker
- Mark Wall (* 1970), Politiker
- Stephen Hunt (* 1981), Fußballspieler
- TJ Doheny (* 1986), Profiboxer
- Robert Sheehan (* 1988), Schauspieler